# Otępienie z ciałami Lewy’ego
Otępienie z ciałami Lewy’ego, DLB (od ang. dementia with Lewy bodies) – choroba neurodegeneracyjna będąca trzecią (po chorobie Alzheimera i otępieniu naczyniopochodnym) pierwotną przyczyną otępienia.

## Historia
Fritz Heinrich Lewy i Edmund Forster opisali ciała Lewy’ego u zmarłych pacjentów z idiopatyczną chorobą Parkinsona w 1914 roku. Już w 1938 roku Rolf Hassler wykazał obecność korowych ciał Lewy’ego u pacjenta z parkinsonizmem. W latach 60. Okazaki i wsp. opisali związek ciał Lewy’ego w korze nowej mózgu chorych z otępieniem, ale przez długi czas uważano takie przypadki za rzadkość. W latach 80. i 90. liczba rozpoznań znacznie wzrosła. W 1996 Ian McKeith i wsp. przedstawili pierwsze kryteria rozpoznania DLB.

## Epidemiologia
Do połowy lat 80. DLB uważane było za rzadką przyczynę otępienia; obecnie sądzi się, na podstawie badań neuropatologicznych, że dotyczy od 10 do 20% chorych z otępieniem. Choroba ta występuje częściej u mężczyzn. 

## Etiologia
Chorobę mogą wywołać mutacje w genach SNCA i SNCB, kodujących, odpowiednio alfa-synukleinę i beta-synukleinę. U jednego pacjenta zidentyfikowano mutację w genie PRNP.

## Objawy i przebieg
Na obraz kliniczny otępienia z ciałami Lewy’ego składają się trzy główne grupy objawów.
- Objawy psychiczne: najczęściej omamy wzrokowe (60%)[1], zwykle szczegółowe i plastyczne, co jest charakterystyczne w tej postaci otępienia[6], równie charakterystyczne są usystematyzowane urojenia o treści paranoidalnej[1][7]. Rzadsze są omamy inne niż wzrokowe (słuchowe i inne)[1]. U od 30% do 50% chorych obserwuje się wyraźną nadwrażliwość na klasyczne neuroleptyki (atypowe neuroleptyki są bezpieczniejsze, ale ich stosowanie nie daje gwarancji uniknięcia patologicznej reakcji)[8]. Częściej występuje złośliwy zespół neuroleptyczny[9].
- Objawy neurologiczne: otępienie i zespół parkinsonowski. Występują one w tej kolejności równocześnie lub z niewielkim opóźnieniem; odstęp nie powinien być dłuższy niż 12 miesięcy, gdyż wskazuje to na chorobę Parkinsona[1][10]. Parkinsonizm w przebiegu DLB charakteryzuje się głównie akinezją, rzadziej obserwuje się drżenia. Zazwyczaj jest symetryczny (cecha różnicująca z chorobą Parkinsona). Znamiennie częściej występują upadki (możliwym powikłaniem jest złamanie szyjki kości udowej[9]), a także omdlenia i chwilowe zaburzenia świadomości[1].
- Objawy poznawcze: początkowo przeważają zaburzenia uwagi, czynności wykonawczych i wzrokowo-przestrzennych bez pogorszenia pamięci krótkoterminowej; typowy jest falujący charakter stanu czynności poznawczych i duże zmiany poziomu uwagi i kontaktu[1].

### Nieprawidłowości w badaniach dodatkowych
Badanie snu
Obserwuje się zaburzenia zachowania w fazie REM.
PET i SPECT
Zmniejszony wychwyt transporterów dopaminy w jądrach podkorowych (skorupie) oraz spowolnienie metabolizmu glukozy w płatach potylicznych.
Scyntygrafia serca
Do jej wykonania stosuje się 123I-MIBG (123I-metajodobenzynyloguaninę).  Ta metoda wykorzystuje fakt, że w chorobach w których pojawiają się ciała Lewy’ego dochodzi do odnerwienia współczulnego serca, a co za tym idzie zmniejszenia wychwytu tej substancji. Przeprowadzenie tego badania pozwala na odróżnienie DLB od choroby Alzheimera.

## Obraz histologiczny
W otępieniu z ciałami Lewy’ego, zgodnie z nazwą, obserwuje się ciała Lewy’ego (zbudowane z alfa-synukleiny), które nie są patognomoniczne dla tego schorzenia, obserwuje się je bowiem w wielu innych chorobach neurodegeneracyjnych (pierwotnie opisano je w chorobie Parkinsona). W DLB ciała Lewy’ego typowo występują w korze nowej i układzie limbicznym, nie powinny przeważać w pniu mózgu – przemawia to wówczas przeciwko rozpoznaniu DLB.
Innymi zmianami neuropatologicznymi są zmienione neuryty (neuryty Lewy’ego), blaszki amyloidowe, zwyrodnienie nerwowo-włókienkowe, ubytki synaps, mikrowakuolizacja, zmiany gąbczaste. W przebiegu choroby w mózgu występuje większy niedobór ACh niż w chorobie Alzheimera.

## Rozpoznanie
Rozpoznanie opiera się na kryteriach klinicznych i praktycznie nie wymaga neuroobrazowania ani badań laboratoryjnych.
Kryteria McKeitha rozpoznania DLB
1. Cechy główne:
  - otępienie, postępujące zaburzenia poznawcze, istotnie pogarszające funkcjonowanie chorego w społeczeństwie i zawodzie
  - wyraźne i utrzymujące się zaburzenia pamięci pojawiają się wraz z postępem choroby i nie są konieczne do rozpoznania we wczesnym stadium DLB
  - szczególnie zaznaczone są deficyty uwagi, funkcji czołowo-podkorowych i wzrokowo-przestrzennych
2. Cechy podstawowe:
  - falujący przebieg zaburzeń poznawczych
  - powtarzające się, wyraźne i szczegółowe omamy wzrokowe
  - objawy zespołu parkinsonowskiego
3. Cechy wspomagające:
  - powtarzające się upadki i omdlenia
  - przemijające zaburzenia świadomości o nieznanej przyczynie
  - nasilone zaburzenia wegetatywne (np. hipotensja ortostatyczna, nietrzymanie moczu)
  - usystematyzowane urojenia
  - zaburzenia depresyjne
  - inne omamy (niewzrokowe)
  - względne oszczędzenie przyśrodkowej części płata skroniowego w badaniu TK lub MRI
4. Cechy sugerujące:
  - zaburzenia zachowania podczas fazy REM snu
  - duża nadwrażliwość na neuroleptyki
  - mały wychwyt transportera dopaminy w jądrach podkorowych w badaniu SPECT lub PET
5. Cechy zmniejszające prawdopodobieństwo rozpoznania DLB:
  - potwierdzenie badaniami neuroobrazowymi lub w badaniu przedmiotowym choroby naczyniowej mózgu
  - rozpoznanie choroby ośrodkowego układu nerwowego lub ogólnoustrojowej, zadowalająco tłumaczącej obraz kliniczny (w całości lub częściowo)
  - ujawnienie się u chorego zespołu parkinsonowskiego po raz pierwszy w życiu w stadium zaawansowanego otępienia

- Rozpoznanie możliwe = cecha główna + jedna cecha podstawowa lub cecha główna + ≥1 cecha sugerująca
- Rozpoznanie prawdopodobne = cecha główna + ≥2 cechy podstawowe lub cecha główna + ≥1 cecha sugerująca + ≥1 cecha podstawowa
- Cechy wspomagające są częste u chorych, ale nie potwierdzono dotąd ich swoistości diagnostycznej.
- Rozpoznanie ostateczne można postawić dopiero w badaniu histopatologicznym.

## Diagnostyka różnicowa
Różnicowanie, po wykluczeniu choroby Creutzfeldta-Jakoba i otępienia naczyniopochodnego, obejmuje inne choroby neurodegeneracyjne, głównie chorobę Alzheimera. Krąg diagnostyki różnicowej powinien też obejmować chorobę Parkinsona.

## Leczenie
Choroba przejawia się objawami niedoborów zarówno w układzie dopaminergicznym (zespół parkinsonowski) i w układzie cholinergicznym (otępienie). Obecnie nie istnieje możliwość skutecznego leczenia przyczynowego choroby. Leczenie otępienia opiera się na stosowaniu inhibitorów acetylocholinoesterazy (np. donepezilu i rywastygminy) oraz antagonistów receptora NMDA. W terapii objawów wytwórczych podaje się atypowe neuroleptyki (np. olanzapina), albo inne leki (np. karbamazepinę lub walproiniany),  jednak z zachowaniem ostrożności, z uwagi na złą tolerancję neuroleptyków. Lewodopa i inne leki (np. selegilina) znajdują zastosowanie w zwalczaniu objawów zespołu parkinsonowskiego. Jeśli wystąpi depresja, należy zastosować SSRI (np. sertralinę).

## Rokowanie
Rokowanie jest poważne, choroba jest postępująca (najczęściej trwa kilka lat), chorzy wymagają stałego nadzoru i opieki.